# Zelotibia angelica
Zelotibia angelica Nzigidahera & Jocqué, 2009 è un ragno appartenente alla famiglia Gnaphosidae.

## Etimologia
Il nome della specie deriva dal termine latino angelica, che significa angelico, simile ad un angelo, in riferimento all'aspetto esteriore dell'epigino che mostra due fenditure laterali larghe e slanciate dalla forma di ali d'angelo.

## Caratteristiche
L'olotipo femminile rinvenuto ha lunghezza totale è di 6,00mm; la lunghezza del cefalotorace è di 2,00mm; e la larghezza è di 1,68mm.

## Distribuzione
La specie è stata reperita in Burundi centrale: l'olotipo femminile è stato rinvenuto nel Parc National de la Kibira, nel comprensorio del monte Musumba, appartenente alla provincia di Bubanza.

## Tassonomia
Al 2016 non sono note sottospecie e dal 2005 non sono stati esaminati nuovi esemplari.